# Hans Schöchlin
Hans W. Schöchlin (6. marts 1893 - 3. juni 1978) var en schweizisk roer, og olympisk guldvinder, bror til Karl Schöchlin.
Schöchlin vandt guld i toer med styrmand ved OL 1928 i Amsterdam, sammen med sin bror Karl og styrmanden Hans Bourquin. Schweizerne sikrede sig guldet foran Frankrig og Belgien, der fik henholdsvis sølv og bronze. Han deltog også ved OL 1936 i Berlin.
Schöchlin vandt desuden en lang række EM-medaljer, blandt andet en guldmedalje i både dobbeltsculler og otter.

## OL-medaljer
- 1928:  Guld i toer med styrmand